# ARD Digital

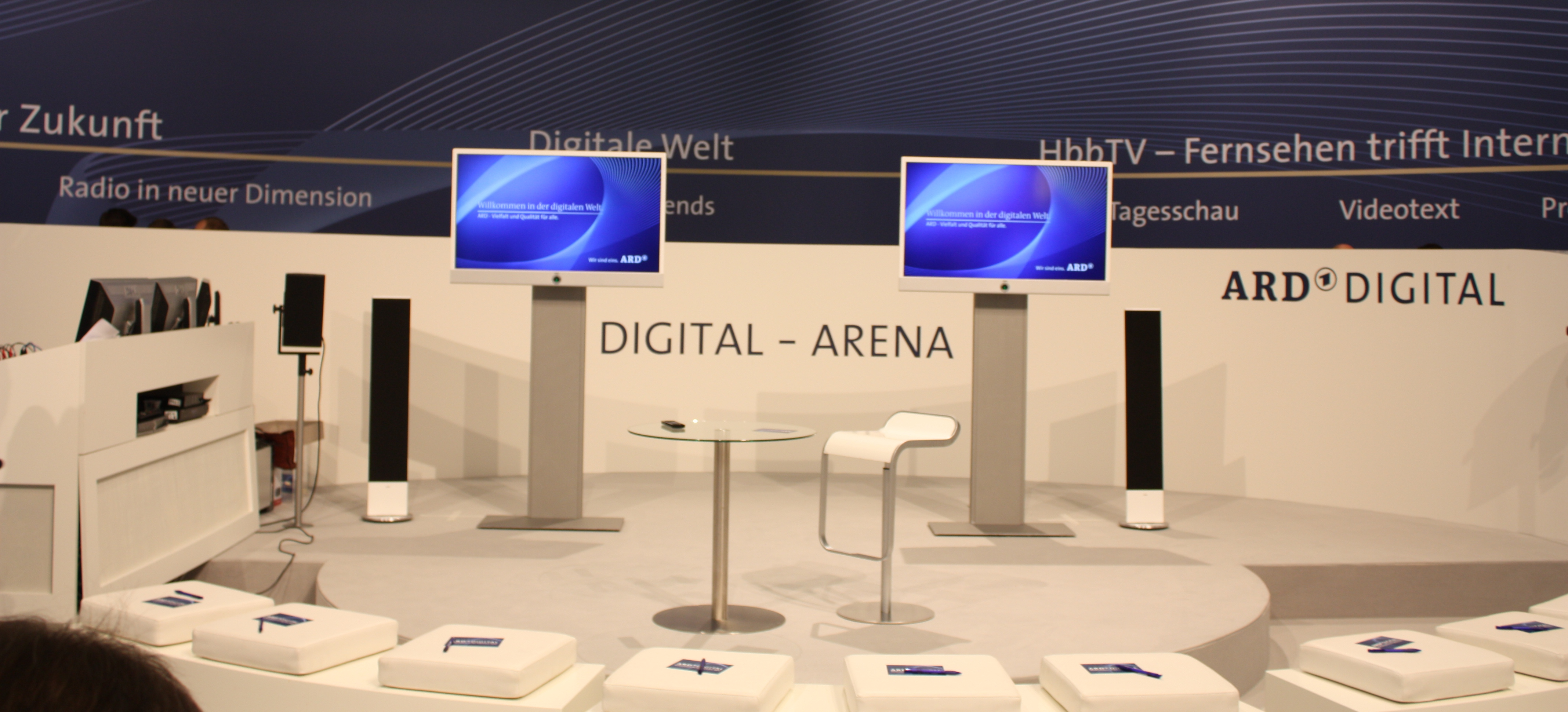
Präsentation von ARD Digital auf der Internationalen Funkausstellung

ARD Digital ist der Name des digitalen Fernsehprogramm-Bouquets der ARD.
Es wird deutschlandweit über Kabel (DVB-C), den Satelliten Astra (DVB-S) und IPTV ausgestrahlt. Einige Programme aus dem Angebot sind außerdem über Terrestrisches Fernsehen per Antenne (DVB-T2) zu empfangen.
Derzeit werden inkl. der Regionalversionen 33 Fernseh- und 64 Hörfunkprogramme im DVB-Standard via ARD Digital übertragen. Die Gemeinschaftsprogramme 3sat und KiKA sowie die Programme des Deutschlandradios werden bis auf Weiteres durch das ZDF verbreitet.
Das Aussendezentrum für diese Programme befindet sich in Potsdam beim RBB, hier ist ebenfalls die ARD-digital-Koordination angesiedelt. Weiterhin wird der zusammengestellte Datenstrom des POC aus Potsdam zu den Astra  Satelliten übertragen, von wo aus er auch in die Kabelnetze eingespeist wird. Andere Standorte sind Frankfurt am Main und Langenberg. Hier wird ein anderer Teil der Programme zusammengestellt (Multiplexverfahren) und zum Satelliten übertragen (Uplink).
Sofern der Fernseher keinen integrierten digitalen Tuner hat, ist zum Empfang ein geeigneter Digitalfernsehempfänger (Set-Top-Box) nach dem DVB-Standard notwendig. Da die Sender Free-to-Air (FTA), also unverschlüsselt, ausgestrahlt werden, fallen keine Zusatzkosten für den Empfang an.
Zum 19. März 2008 hat die ARD im Rahmen der ARD-Qualitätsoffensive die Satelliten-Transponder von ARD Digital gewechselt, um die Programme über Kabel und Satellit mit einer höheren Bandbreite zu übertragen. Des Weiteren werden alle Regionalprogramme (heute eventuell nur noch in den entsprechenden Regionen) in die Kabelnetze eingespeist, so wie weitere Hörfunkprogramme und das Bayerische Fernsehen wird als Bayerisches Fernsehen Nord und Bayerisches Fernsehen Süd über Satellit und teilweise über Kabel ausgestrahlt. Bis zum 2. Juni 2008 wurden die Sender EinsExtra, EinsFestival, EinsPlus, Arte, Phoenix und Radio Bremen TV simultan auf dem alten und dem neuen Transponder gesendet; ARD-alpha (damals noch BR-alpha) bis Mitte 2009. Die Programme wurden seitdem bis zum 20. Dezember 2022 über Transponder 51 auf Astra 1KR, 19,2° Ost bei 10,74375 GHz und 22,000 MSym/s Symbolrate übertragen.
In Nordrhein-Westfalen wird über DVB-C seit 12. April 2011 zusätzlich zur landesweit verbreiteten Lokalzeit Köln auch die jeweils örtlich zuständige Lokalzeit sowie eine benachbarte Version eingespeist (im Raum Köln zwei benachbarte Versionen, um auf insgesamt drei Versionen zu kommen).

## Programmangebote

### Fernsehen
ARD Digital strahlt mit Ausnahme der Deutschen Welle über Satellit grundsätzlich alle Fernsehprogramme der ARD aus. In den Kabelnetzen kann das Angebot jedoch variieren, da in den nicht ausgebauten Netzen nicht genug Platz für einen HD/SD-Simulcast zur Verfügung steht. Über DVB-T2 wird ein eingeschränktes Angebot übertragen. 3sat und KiKA werden bis auf Weiteres über die Kapazitäten des ZDF verbreitet.
Seit dem 7. Januar 2019 werden alle Fernsehprogramme auch hochauflösend (HD) ausgestrahlt. Beim WDR Fernsehen konnten bis zum 3. März 2021 aus Kapazitätsgründen die zehn nicht-Kölner Lokalzeitausgaben nur in SD ausgestrahlt werden.
Mit eventueller Ausnahme der Wahlmöglichkeit der WDR-Lokalzeit werden alle Fernsehprogramme (teilweise in reduzierter Qualität, mit Geoblocking und/oder ohne lizenzrechtlich problematische Sendungen/Beiträge) auf ihren Webseiten als Live-Web-TV angeboten.
Im Frühjahr 2020 wurde bekannt, dass ab dem 12. Januar 2021 zumindest über Satellit alle Fernsehprogramme nur noch hochauflösend ausgestrahlt werden sollten; dies wurde sowohl für die ersten fünf im Folgenden genannten Programme als auch für die Dritten Programme (außer MDR Fernsehen) bestätigt. Im Sommer 2020 wurde die SD-Abschaltung jedoch auf 2024 verschoben.
Am 1. September 2023 wurde bekanntgegeben, dass die SD-Abschaltung am 7. Januar 2025 erfolgen soll. Unklar ist, ob (und bis wann) Kabelnetzbetreibern eine Runterskalierung auf (analoge und/oder digitale) SD-Qualität gestattet wird. Ab 1. Februar 2025 werden andere Sender auf den bisherigen ARD-SD-Frequenzen zu finden sein.
| ARD-Hauptprogramm, bis zum 7. Januar 2025 auch in SD: - Das Erste ARD-Spartenprogramme, seit dem 15. November 2022 (zumindest über Astra 19,2° Ost) ausschließlich in HD: - ARD alpha (unter Federführung des BR; die SD-Abschaltung wurde schon am 14. Dezember 2021 vorgenommen) - One - Tagesschau24 Gemeinschaftsprogramme mit dem ZDF (ohne AC3-Tonoption), seit dem 15. November 2022 (zumindest über Astra 19,2° Ost) ausschließlich in HD: - Arte - Phoenix bis auf Weiteres (bis zum 18. November 2025 auch in SD) über ZDFvision: - 3sat - KiKA | Dritte Programme, bis zum 7. Januar 2025 auch in SD: - BR Fernsehen mit den Lokalfenstern Süd (Altbayern und Schwaben) und Nord (Franken) - HR-Fernsehen - MDR Fernsehen mit Lokalfenstern für Sachsen, Sachsen-Anhalt und Thüringen - NDR Fernsehen mit Lokalfenstern für Niedersachsen, Hamburg, Mecklenburg-Vorpommern und Schleswig-Holstein - Radio Bremen TV (ohne AC3-Tonoption) - rbb Fernsehen mit Lokalfenstern für Berlin und Brandenburg - SR Fernsehen - SWR Fernsehen mit Lokalfenstern für Baden-Württemberg und Rheinland-Pfalz - WDR Fernsehen mit Lokalfenstern für Aachen, Bielefeld, Bonn, Dortmund, Düsseldorf, Duisburg, Essen, Köln, Münster, Siegen und Wuppertal |

### Multiplexe für DVB-T2
Die in der ARD zusammengeschlossenen Sender entscheiden selbst, welche Programme aus dem digitalen ARD-Bouquet sie über DVB-T2 ausstrahlen. Hierzu betreiben sie in der Regel zwei Multiplexe, teilweise in Kooperation. In Bremen und Hamburg wird außerdem noch ein Minimux für das örtlich zuständige Dritte Fernsehprogramm genutzt. Daneben betreibt das ZDF einen bundesweit identischen Multiplex, der auch die ARD-Beteiligungen 3sat und KiKA enthält. Im Gegenzug strahlen die ARD-Multiplexe Phoenix und Arte mit Beteiligung des ZDF aus. Die ARD-Anstalten senden folgende Programme über ihre DVB-T2-Multiplexe:
- Das Erste in der jeweiligen Regionalversion
- Das eigene regionale 3. Fernsehprogramm in der jeweiligen Regionalversion
- Arte
- One und Phoenix (beide nicht in Südtirol)
- fremde dritte Fernsehprogramme der sieben großen Anstalten, teilweise unterbrochen durch Regionalfenster benachbarter Regionen
- Tagesschau24 (nicht in Österreich, Saarland, Südtirol)
- ARD alpha (nur in Bayern)

In Österreich (SimpliTV) wird teilweise noch in SD, und in Südtirol (RAS) derzeit noch im alten DVB-T gesendet.
Obwohl technisch möglich, gibt es derzeit keine konkrete Planung, auch ARD-Radioprogramme über DVB-T2 zu verbreiten. Der WDR hatte die Ausstrahlung einzelner Programme in Berlin über das dort mittlerweile abgeschaltete DVB-T vorzeitig wieder eingestellt. ARD-Vorsitzende Peter Boudgoust wird jedoch diesbezüglich zitiert, „man werde intern beraten, ob und in welcher Form ein neuer Antrag bei der KEF gestellt wird“.

### Hörfunk
Diese Radioprogramme sind per Astra 19,2° Ost (soweit nicht anders angegeben, in DVB-S2 und AAC) empfangbar:
| Bayerischer Rundfunk: - Bayern 1 (über Satellit Oberbayern; terrestrisch und über DVB-C teilweise auch Franken, Mainfranken, Niederbayern/Oberpfalz und/oder Schwaben) - Bayern 2 (über Satellit Südbayern; terrestrisch und über DVB-C teilweise auch Nordbayern) - Bayern 3 - BR-Klassik - BR24 - BR24live - BR Schlager - BR Heimat - Puls Hessischer Rundfunk: - hr1 - hr2-Kultur - hr3 - hr4 (terrestrisch 3 Regionen; über Satellit Rhein-Main-Gebiet) - hr-info - You FM Mitteldeutscher Rundfunk: - MDR Sachsen (über Satellit Dresden; terrestrisch und über DVB-C teilweise auch Bautzen, Chemnitz und/oder Leipzig, bzw. mit dem Sorbischen Rundfunk) - MDR Sachsen-Anhalt (terrestrisch 4 Regionen; über Satellit Magdeburg; über DVB-C teilweise auch Halle) - MDR Thüringen (über Satellit West-/Mittelthüringen; terrestrisch und über DVB-C teilweise auch Nordthüringen, Ostthüringen, Südthüringen und so weiter) - MDR Aktuell - MDR Jump - MDR Klassik - MDR Kultur - MDR Sputnik | Norddeutscher Rundfunk: - NDR 90,3 - NDR 1 Radio MV (terrestrisch 4 Regionen; über Satellit Schwerin; über DVB-C teilweise auch Vorpommern) - NDR 1 Niedersachsen (terrestrisch 5 Regionen und eine Version mit Messejournal; über Satellit Hannover; über DVB-C teilweise auch Nordwest, Nordost, Südwest und/oder Südost) - NDR 1 Welle Nord (über Satellit Kiel/Mitte; terrestrisch und über DVB-C teilweise auch Flensburg/Nord, Heide/West, Lübeck/Ost und/oder Norderstedt/Süd) - NDR 2 (über Satellit Niedersachsen; terrestrisch und über DVB-C teilweise auch Hamburg, Mecklenburg-Vorpommern und/oder Schleswig-Holstein) - NDR Kultur (über DVB-S2 nur in AC3) - NDR Info (über Satellit Niedersachsen; terrestrisch und über DVB-C teilweise auch Hamburg, Mecklenburg-Vorpommern und/oder Schleswig-Holstein, bzw. mit Radio Bremen Parlamentsradio) - NDR Info Spezial - N-Joy - NDR Blue - NDR Schlager Radio Bremen: - Bremen Eins - Bremen Zwei - Bremen Vier - Bremen Next Rundfunk Berlin-Brandenburg: - Radio Eins (terrestrisch 3 Regionen; über Satellit Potsdam; über DVB-C teilweise auch Cottbus) - rbb24 Inforadio (terrestrisch und über DVB-C teilweise auch als Mantelprogramm für den Sorbischen Rundfunk) - Radio 3 - Fritz - Antenne Brandenburg (terrestrisch 5 Regionen; über Satellit Potsdam; über DVB-C teilweise auch Cottbus, Frankfurt/Oder und/oder Perleberg) - rbb 88.8 Saarländischer Rundfunk: - SR 1 - SR 3 Saarlandwelle - SR Kultur | Südwestrundfunk: - SWR1 Baden-Württemberg - SWR1 Rheinland-Pfalz - SWR3 (terrestrisch 4 Regionen; über Satellit überregional vom Rheinland bis Bodensee) - SWR4 Baden-Württemberg (terrestrisch 8 Regionen; über Satellit Stuttgart; über DVB-C teilweise auch Bodensee, Kurpfalz, Schwaben und so weiter) - SWR4 Rheinland-Pfalz (über Satellit Mainz; terrestrisch und über DVB-C teilweise auch Kaiserslautern, Koblenz, Ludwigshafen und/oder Trier) - Dasding - SWR Aktuell (über Satellit Baden-Württemberg; terrestrisch auch Rheinland-Pfalz) - SWR Kultur Westdeutscher Rundfunk Köln: - 1 Live - 1 Live Diggi - WDR 2 (terrestrisch 8 Regionen; über Satellit Köln; über DVB-C teilweise auch Bielefeld, Dortmund, Münster und/oder Rhein-Ruhr) - WDR 3 - WDR 4 - WDR 5 - WDR Maus - WDR Event - Cosmo Deutschlandradio (bis auf Weiteres in DVB-S und MP2 über ZDFvision): - Deutschlandfunk - Deutschlandfunk Kultur (auch in AC3) - Deutschlandfunk Nova - Dokumente und Debatten Programme ohne Satellitenausstrahlung: - Antenne Saar (teilweise über DVB-C) - BR Verkehr - MDR Schlagerwelt (3 Landesversionen) - MDR Tweens - Unserding (teilweise über DVB-C) |

Außer BR Verkehr werden alle Hörfunkprogramme (meistens in reduzierter Qualität; teilweise mit temporärem Geoblocking) auf ihren Webseiten als Live-Webradio angeboten; einige Sender bieten auch eine Auswahlmöglichkeit der Regionalnachrichten.

## Zusatzdienste

Logo des ARD Onlinekanals

Mit der Digitalisierung und dem Start des Bouquets startete man auch interaktive Zusatzangebote. Dabei setzte man anfangs auf den mhp-Standard.
Mittels eines mhp-fähigen Decoders und einer Fernbedienung konnte sich der Zuschauer im ARD-Portal, im ARD-Onlinekanal und im Ticker über Sendungen und Sendungsinhalte informieren, aktiv an den Sendungen teilnehmen, etwa bei Umfragen und Ratespielen abstimmen und im Ticker sich aktuell über Sportereignisse- und Ergebnisse informieren. Die Redaktionen von ARD Digital gestalteten diese Dienste immer wieder neu und hielten sie aktuell. Mhp stand nicht über DVB-T zur Verfügung. Mittlerweile wurde die Verbreitung aufgrund zu geringer Nutzung eingestellt.
Im Jahre 2010 wurde jedoch das neue HbbTV in Betrieb genommen, welches in Europa als Standard für die Verschmelzung von Internet und Fernsehen gilt. Dieser ermöglicht neben der Bereitstellung eines EPGs, auch die Ausstrahlung eines digitalen Videotexts, digitalen Untertiteln und die Nutzung der Mediatheken am Fernseher, und somit zeitversetztes Fernsehen.